# Torball

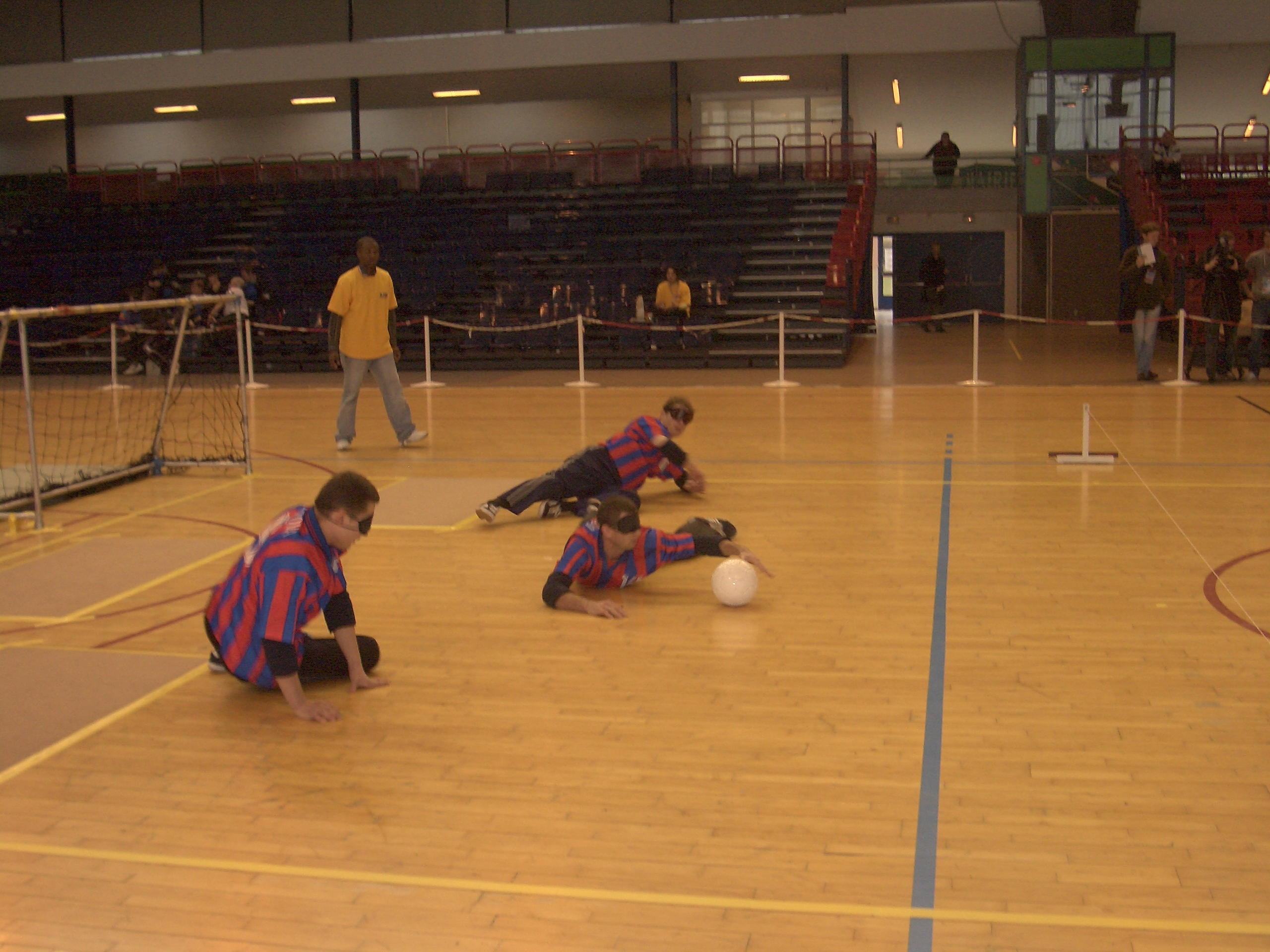

Le torball est un handisport de ballon qui est pratiqué par des sportifs déficients visuels (malvoyants ou non-voyants). Il est très populaire en France et cherche à se promouvoir au niveau international. Le torball ne fait pas partie des sports paralympiques car le goalball, autre sport collectif de ballon pratiqué par des sportifs malvoyants, est déjà reconnu.

## Comprendre le torball
Bien jouer au torball c'est savoir écouter, se concentrer et se rendre le moins décelable (le moins bruyant) possible. La dimension sonore est prédominante. Cette activité physique mêle la résistance, la vivacité et la souplesse. Ainsi que la notion de repérage dans l'espace, la coordination et la précision des gestes. Il faut savoir passer de l'ouïe aux mouvements.

## Historique
Créé en Allemagne en 1955 dans des centres de réadaptation pour blessés de guerre, ce n'est qu'en 1970 que le torball fut introduit pour la première fois en France.
C'est en 1988 que les premières compétitions internationales apparurent. À son début, seules les personnes atteintes de cécité oculaire (non-voyant) et les personnes mal-voyantes étaient autorisées à pratiquer cette activité. C'est seulement à partir de 2005 que les personnes voyantes ont pu y participer, à la seule condition de porter un masque opaque.

## Les joueurs
Les joueurs ne sont pas obligés d'être aveugles, beaucoup de personnes mal voyantes y jouent mais aussi des personnes tout à fait valides grâce au masque qu'ils portent pour ne rien voir du tout (les deux ne sont pas mélangés pendant les compétitions).

## Règles
Le torball respecte les règles établies par l’Association des sports pour non-voyants (International Blind Sport Association), qui tiennent compte du handicap des joueurs.
Chacune des deux équipes est composée de trois joueurs.
Chaque partie est divisée en deux mi-temps de cinq minutes chacune, avec une pause entre les deux. Le but du jeu est de marquer le plus de buts possible. En cas d'égalité, des prolongations ont lieu.
Les tirs s'effectuent uniquement à la main en lançant le ballon sous des ficelles sonores disposées à 40 cm du sol au milieu du terrain, tandis que les défenseurs utilisent tout leur corps pour dévier, arrêter ou attraper le ballon. Chaque joueur est alternativement attaquant puis défenseur.
Lorsqu'un joueur a la balle, il peut aussi faire une passe à ses coéquipiers sachant qu'il est interdit de parler. De plus, le joueur a 8 secondes maximum pour lancer le ballon.
Lors des tirs, les joueurs doivent être en position d'attente (à genoux sans que les pieds ne touchent les fesses) et ne doivent pas toucher le tapis avec les mains.
Les joueurs doivent tous avoir un masque opaque par souci d'égalité. Afin d'éviter toute triche, les joueurs ne doivent pas toucher leur masque pendant le match.

### Les fautes
Quand un joueur :
- tire plus de trois fois successivement ;
- tire au-dessus des ficelles ou les fait sonner ;
- garde la balle pendant plus de 8 secondes ;
- touche son masque et/ou parle pendant les phases de jeu

Le joueur est exclu du terrain pendant un tir adverse. Il revient ensuite.
Si l'équipe a fait 3 fautes consécutives, il y a penalty et seul le joueur du milieu reste sur le terrain pendant un tir adverse.

## Équipement et terrain

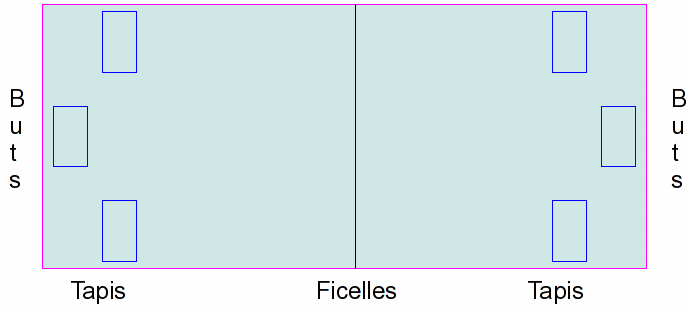
Une représentation d'un terrain de torball avec indications.

Le torball se joue avec un ballon de caoutchouc d'un poids de 500 g qui contient des clochettes permettant aux joueurs de le localiser. Il se déroule sur un terrain rectangulaire de 6 × 7 mètres.
Les cages, de chaque côté du terrain, mesurent 7 m de large et 1,30 m de hauteur. Il y a 3 cordelettes, munies de plusieurs grelots répartis sur la surface de celles-ci, situées au centre du terrain à 40 cm du sol et espacées de 2 m chacune.
Devant chaque cage, se trouvent trois tapis où viendront se placer les joueurs portant un masque.

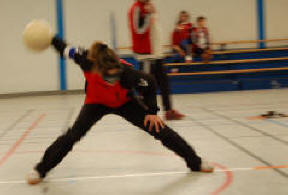

## Classification des handicaps
Il existe 5 catégories classifiant le handicap visuel selon l'OMS (Organisation Mondiale de la Santé) :
- Catégorie 1 (Déficience moyenne) : Comprend les personnes ayant une acuité visuelle (corrigée) inférieure à 3/10e et supérieure ou égale à 1/10e avec un champ visuel d'au moins 20°.
- Catégorie 2 (Déficience sévère) : Comprend les personnes ayant une acuité visuelle (corrigée) inférieure à 1/10e et supérieure ou égale à 1/20e ou ayant un champ visuel compris entre 10 et 20°.
- Catégorie 3 (Déficience profonde) : Comprend les personnes ayant une acuité visuelle (corrigée) inférieure à 1/20e et supérieure ou égale à 1/50e ou ayant un champ visuel compris entre 5 et 10°.
- Catégorie 4 (Déficience presque totale) : Comprend les personnes ayant une acuité visuelle (corrigée) inférieure à 1/50e mais avec une perception lumineuse préservée ou ayant un champ visuel inférieur à 5°.
- Catégorie 5 (Déficience totale) : Comprend les personnes ayant une cécité absolue avec une absence de perception lumineuse.

## Compétition

### Compétitions internationales
- La Coupe d'Europe des clubs
- Le Championnat d'Europe
- La Coupe du Monde des clubs
- Le Championnat du Monde

### Compétitions par pays

#### Compétitions en France
- Le Championnat de France structuré en division nationale féminine et masculine
- La Coupe de France masculine et féminine (sénior)
- Le critérium national scolaire (poussins, benjamin/minimes et cadets/juniors)
- Coupe du Monde 2008 organisée à Lyon par HANDISPORT LYONNAIS les 8 et 10 novembre

### Vidéo
- Sport: Le torball, une discipline méconnue (Strasbourg) : https://www.youtube.com/watch?v=BJWaN8Sqdro, 22 décembre 2010.